# Casino Royale (tiểu thuyết)
Casino Royale là tiểu thuyết đầu tay của văn sĩ người Anh Ian Fleming. Xuất bản vào năm 1953, đây là cuốn đầu tiên trong loạt sách James Bond, qua đó mở đường cho 11 cuốn tiểu thuyết và hai tập truyện ngắn của Fleming sau này,  kế đến là nhiều tiểu thuyết Bond tiếp nối của các văn sĩ khác.
Nội dung tác phẩm theo chân đặc vụ mật người Anh James Bond cùng nhiệm vụ dấn thân vào một sòng bạc ở Royale-les-Eaux với mục đích làm phá sản Le Chiffre, kế toán trưởng một hiệp hội của Pháp kiêm thành viên trong cơ quan mật vụ Nga. Bond được hỗ trợ bởi các cộng sự đắc lực như đặc vụ MI6 Vesper Lynd, Felix Leiter của CIA và René Mathis từ cơ quan mật vụ Pháp Phòng Nhì. Fleming đã sử dụng kinh nghiệm thời chiến của mình khi còn nằm trong Phân khu tình báo hải quân và những người ông gặp trong lúc công tác để làm chất liệu bổ sung cho cốt truyện, đồng thời tính cách của Bond cũng phản ánh nhiều sở thích cá nhân của Fleming. Fleming viết bản nháp vào đầu năm 1952 tại dinh thự riêng Goldeneye ở Jamaica trong lúc chờ kết hôn. Ban đầu ông còn băn khoăn liệu cuốn sách có phù hợp để xuất bản hay không, nhưng sau đó đã bắt tay thực hiện nhờ sự động viên bởi tiểu thuyết gia William Plomer, một người bạn của Fleming khi ông này cam đoan về tiềm năng của tác phẩm.
Cốt truyện của Casino Royale đề cập đến những chủ đề về vị thế của nước Anh trên thế giới, đặc biệt là mối quan hệ với Mỹ sau khi các điệp viên Anh Guy Burgess và Donald Maclean đào tẩu sang Liên Xô. Tác phẩm đã nhận về nhiều lời khen ngợi từ giới phê bình tại thời điểm đó và bán hết sạch các ấn bản trong vòng chưa đầy một tháng sau khi phát hành ở Anh vào ngày 13 tháng 4 năm 1953, mặc dù doanh số tại Mỹ khi ra mắt một năm sau đó thấp hơn nhiều.
Kể từ khi ấn phẩm Casino Royale xuất hiện dưới dạng comic strip trên The Daily Express, tác phẩm đã được chuyển thể lên màn ảnh ba lần: một tập phim năm 1954 trong sê-ri truyền hình Climax! của CBS với diễn viên Barry Nelson vào vai Bond bản Mỹ, một bản điện ảnh năm 1967 với David Niven thủ vai "Sir James Bond" và gần đây nhất là một bản điện ảnh năm 2006 trong loạt phim điện ảnh của Eon Productions với tài tử Daniel Craig hóa thân vào vai James Bond.

## Nội dung
Đặc vụ "007" James Bond được Cục trưởng MI6 M giao nhiệm vụ làm trắng tay Le Chiffre, kế toán trưởng của một thương hội do SMERSH kiểm soát, khi hắn ta đang gặp vận rủi trên bàn baccarat đặt tại sòng bạc Royale-les-Eaux ở miền bắc nước Pháp. Sau khi tạo ra vỏ bọc cho Bond với tư cách là một tay ăn chơi giàu có người Jamaica, M còn chỉ định bạn đồng hành cho anh tên Vesper Lynd, trợ lý riêng của Trưởng Bộ phận S (Soviet Union). Bên cạnh đó, các tổ chức tình báo CIA và Phòng Nhì cũng lần lượt cử điệp viên sang tham dự với vai trò quan sát viên. Cuộc chơi dần trở nên căng thẳng khi Le Chiffre thắng vòng đầu tiên và cuỗm sạch tiền của Bond. Những tưởng như anh sẽ bị đánh bại trong trận đấu và phải cay đắng lủi thủi về tổ chức, song may mắn thay, một đặc vụ của CIA là Felix Leiter đã hào phóng gửi cho anh một phong bì chứa 32 triệu franc. Khoản tiền này giúp Bond tự tin hơn để quay trở lại cuộc đấu. Bất chấp việc suýt bị thủ hạ của Le Chiffre đoạt mạng, thế nhưng anh vẫn giành chiến thắng và lấy đi từ hắn 82 triệu franc — số tiền vốn thuộc về SMERSH.
Tuyệt vọng khi không lấy lại được tiền, Le Chiffre bắt cóc Lynd rồi phóng xe tẩu thoát. Ngay lập tức Bond đuổi theo và suýt bắt kịp Le Chiffre, nhưng hắn ta đã đặt bẫy gai khiến xe của Bond mất lái, lộn nhiều vòng. Thủ hạ của hắn lôi Bond ra và tra tấn anh, đe dọa sẽ giết cả Bond lẫn Lynd nếu anh không giao nộp món tiền ấy. Trong lúc Bond bị tra tấn dã man, một sát thủ của SMERSH bỗng nhiên lao vào rồi hạ sát Le Chiffre. Y không kết liễu Bond do không có mệnh lệnh nào như vậy được đưa ra, thế nhưng y lại khắc ký tự Cyrillic 'Ш' lên tay Bond để làm dấu cho các đặc vụ SMERSH sau này.
Lynd đến thăm Bond mỗi ngày khi anh đang hồi phục trong bệnh viện, dần dần anh bắt đầu cảm nhận được tình cảm mà mình dành cho cô. Thậm chí, anh còn tính đến chuyện rời Sở Mật vụ để tận hưởng cuộc sống tựa thiên đường với Lynd. Khi Bond xuất viện, hai người dành thời gian bên nhau tại một nhà nghỉ yên bình cạnh bờ biển và cuối cùng trở thành đôi tình nhân hạnh phúc. Một ngày nọ, họ nhìn thấy một người đàn ông bí ẩn tên là Gettler theo dõi hành tung của hai người, điềi khiến cho Lynd vô cùng đau khổ. Sáng hôm sau, Bond phát hiện ra rằng Lynd đã tự tử. Cô để lại một bức thư giải thích rằng cô là một điệp viên hai mang của Bộ Nội vụ Liên Xô. SMERSH đã bắt cóc và tra tấn người yêu cô, một phi công thuộc Lực lượng Không quân Hoàng gia Ba Lan. Thông qua đó, SMERSH còn biết được nhiều điều về Lynd, dẫn tới việc chúng ép buộc cô cản trở nhiệm vụ của Bond, bao gồm cả vụ bắt cóc mà cô tự dàn dựng. Cô đã cố gắng bắt đầu một cuộc sống mới với Bond, nhưng khi nhìn thấy Gettler - một đặc vụ SMERSH - cô nhận ra rằng mình sẽ không bao giờ thoát khỏi những bóng ma quá khứ ấy, đồng thời việc ở lại với Bond sẽ chỉ đẩy anh vào nguy hiểm khôn cùng. Trong cơn lạc lõng và bi ai, Bond thẫn thờ báo cáo lại hoạt động gián điệp của Lynd với người liên lạc, cuối cùng kết thúc bằng câu nói đầy lạnh lùng, "Ả ta bây giờ đã chết".